# Angelica minamitanii
Angelica minamitanii là một loài thực vật có hoa trong họ Hoa tán. Loài này được T.Yamaz. mô tả khoa học đầu tiên năm 2001.